# 哈特贝格附近罗尔
哈特贝格附近罗尔是奥地利施蒂利亚州哈特贝格县的一个市镇。总面积16.79平方公里，总人口1059人，人口密度65人/平方公里（2012年）。